# Cleyera
Cleyera là một chi thực vật có hoa trong họ Pentaphylacaceae.

## Loài
Chi Cleyera gồm khoảng 21 loài:
- Cleyera albopunctata (Griseb.) Krug & Urb.
- Cleyera bolleana (O.C.Schmidt) Kobuski
- Cleyera cernua (Tul.) Kobuski
- Cleyera costaricensis Kobuski
- Cleyera cuspidata H.T.Chang & S.H.Shi
- Cleyera ekmanii (O.C.Schmidt) Kobuski
- Cleyera incornuta Y.C.Wu
- Cleyera integrifolia (Benth.) Choisy
- Cleyera japonica Thunb. (syn. Cleyera ochnacea) sakaki
- Cleyera longicarpa (Yamam.) L.K. Ling
- Cleyera matudai Kobuski
- Cleyera neibensis Alain
- Cleyera nimanimae (Tul.) Krug & Urb.
- Cleyera obovata H.T.Chang
- Cleyera obscurinervia (Merr. & Chun) H.T.Chang
- Cleyera orbicularis Alain
- Cleyera pachyphylla Chun ex H.T.Chang
- Cleyera panamensis (Standl.) Kobuski
- Cleyera revoluta Kobuski
- Cleyera serrulata Choisy
- Cleyera skutchii Kobuski
- Cleyera tacanensis Kobuski
- Cleyera ternstroemioides (O.C.Schmidt) Kobuski
- Cleyera theoides (Sw.) Choisy
- Cleyera vaccinioides (O.C.Schmidt) Kobuski
- Cleyera velutina B.M.Barthol.
- Cleyera yangchunensis L.K.Ling

Unresolved species
- Cleyera dubia Champ. ex Benth.
- Cleyera fragrans Champ. ex Benth.
- Cleyera gymnanthera Wight & Arn.
- Cleyera millettii Hook. & Arn.
- Cleyera pentapetala Spreng.

Names brought to synonymy
- Cleyera elegans, a synonym for Freziera undulata